# Euxootera modesta
Euxootera modesta là một loài bướm đêm trong họ Noctuidae.